# Isistius
Isistius is een geslacht van kraakbeenvissen uit de familie van valse doornhaaien (Dalatiidae) en behoort derhalve tot de orde van doornhaaiachtigen (Squaliformes)

## Soorten
- Isistius brasiliensis Quoy & Gaimard, 1824 – Koekjessnijder
- Isistius plutodus Garrick & Springer, 1964 – Langtandkoekjessnijder